# Ruská Volová

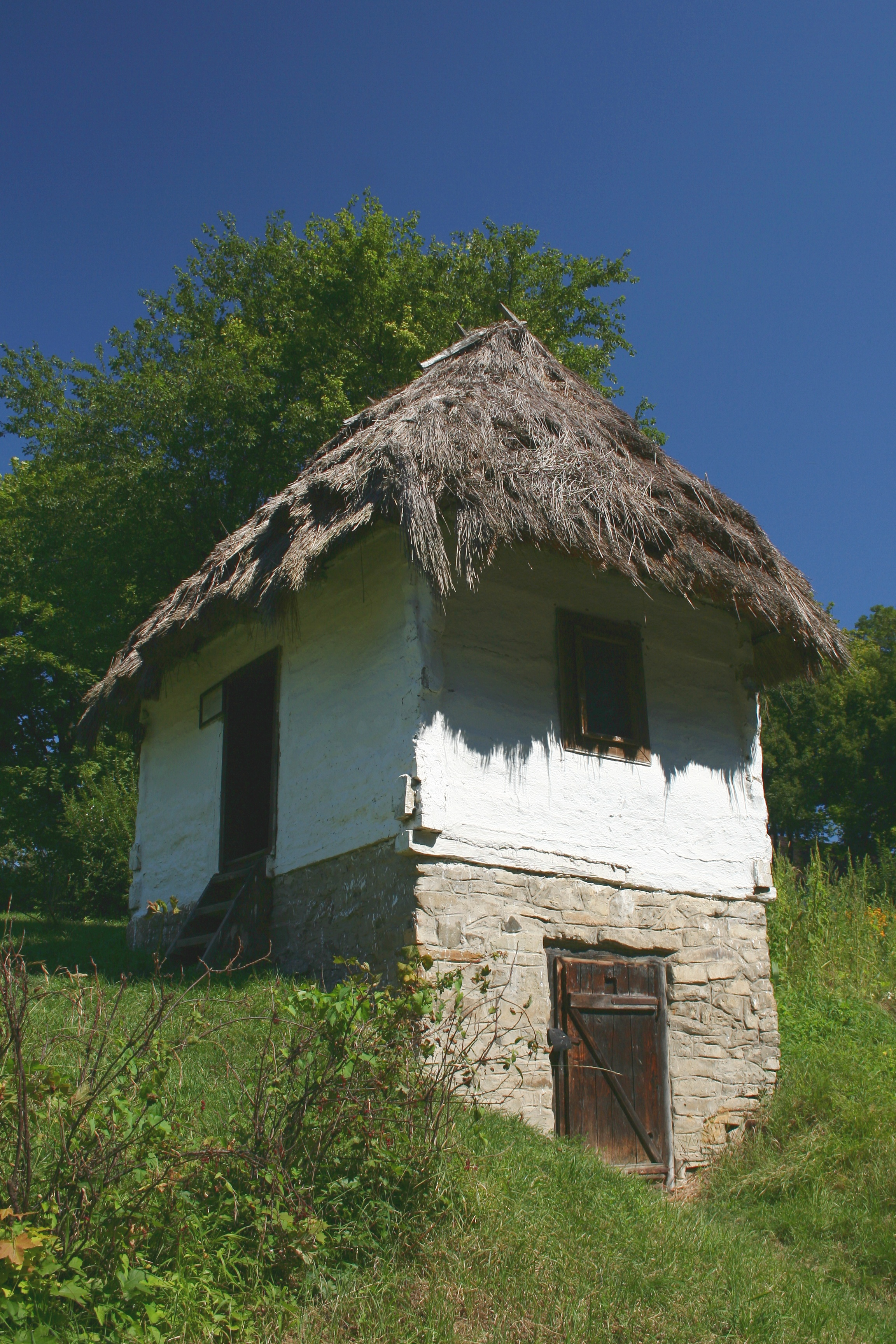
Casa tradicional.

Ruská Volová és un poble i municipi d'Eslovàquia. Es troba a la regió de Prešov, al nord del país.

## Història
La primera referència escrita de la vila data del 1609.

## Demografia
| Godina             | 1994 | 2004    | 2014    | 2024    |
| ------------------ | ---- | ------- | ------- | ------- |
| Nombre de persones | 162  | 129     | 103     | 74      |
| Diferència         |      | −20,37% | −20,15% | −28,15% |

| Godina             | 2023 | 2024   |
| ------------------ | ---- | ------ |
| Nombre de persones | 75   | 74     |
| Diferència         |      | −1,33% |